# Rajić Brdo
Rajić Brdo es una localidad de Croacia en el municipio de Vojnić, condado de Karlovac.

## Geografía
Se encuentra a una altitud de 230 m s. n. m. a 91 km de la capital nacional, Zagreb.

## Demografía
En el censo 2011, el total de población de la localidad fue de 28 habitantes.
| Gráfica de población de Rajić Brdo 1857-2011                        |
|                                                                     |
| Según los censos de población de la oficina estadística de Croacia. |